# 下流老人
下流老人（かりゅうろうじん）とは、社会運動家の藤田孝典による造語。および2015年の藤田の著書の題名。高齢者の逼迫した生活をめぐる問題を捉えた言葉。

## 定義
藤田の定義によれば、下流老人とは「生活保護基準相当で暮らす高齢者およびその恐れがある高齢者」のことである。2015年現在、下流老人は日本国内に推定600万〜700万人いるとされる。

## 特徴
下流老人かどうかを判断する指標として、以下の3つが挙げられる。
1. （高齢期の）収入が著しく少ない
2. 十分な貯蓄がない
3. 周囲に頼れる人間がいない（社会的孤立）

下流老人は、これらのセーフティネットを失った状態（「3ない状態」）にあり、自力では健康で文化的な生活を営むことが困難な状況にあると考えられる。

## 下流老人に陥る主なパターン
藤田は、現役時代に一般的な水準の年収を得ていた者でも、以下の出来事が原因になり、下流老人に陥る危険性があると指摘している。
- パターン1：病気や事故による高額な医療費の支払い
- パターン2：高齢者介護施設に入居できない
- パターン3：子どもがワーキングプア（年収200万円以下）や引きこもりで親に寄りかかる
- パターン4：熟年離婚による年金受給額や財産の分配
- パターン5：独居老人状態での認知症の発症

また、現在は若年期、青年期の者であっても、労働賃金の低下、年金受給額の減少、非正規雇用者の増加、未婚率の増加などによって、将来、下流老人化するリスクが高いとする。

## 社会的影響
藤田は、下流老人は当事者だけでなく、全世代の国民にかかわる社会問題であるとしている。これを放置すれば、経済的負担の大きさから親と子の2世代が共倒れとなり、高齢者の尊厳が失われ、将来の不安から現役世代の消費が抑制されたり、少子化を加速させる要因にもなり得ると指摘している。
2015年に東海道新幹線火災事件が起きた際には、これを「いわゆる「下流老人」による犯罪」と論評する例があった。
同年の新語・流行語大賞にノミネートされた。